# 天赦
天赦，全名祈求天恩開赦。台灣道教以及民間信仰的「三赦」儀式之一，「三赦」分別是天赦、地赦和天地渡化，天赦為「三赦」儀式的第一關，祈求對象為「天公」，即「玉皇上帝」。
「祈求玉皇上帝作主，寬赦蟻民累世之過錯，必當時時補正，積修善業」，謂之「祈求天赦」。後又流行所謂「天赦日」，逐漸演變出「天赦」、「地赦」之說。

## 簡介
「三赦」是一種表達懺悔、向上天祈求寬宥自己在人世間犯過錯誤的一種儀式，盛行於民間，雖整體偏屬道教，但已摻和些許佛教「業力」的概念。
「玉皇上帝」接做為萬神主宰，但凡人有心想轉運、發願、改善現狀，即可向「玉皇上帝」「求天赦」，赦免自己在過去累世有意識、無意識犯下的過錯，得罪過、傷害過的人等等，因為這些錯誤的積累，皆會化成今生不論是祈求事業、姻緣、錢財等有形、無形的阻力，所以才要向「玉皇上帝」誠心懺悔，請託「玉皇上帝」赦免自己身上的「罪業」，清除人生道路上的障礙，以便在未來持續行善造德。:61-64
祈求「天赦」之後，尚有「地赦」和「天地渡化」的儀式需按順序進行，三套儀式合稱「三赦」：為台灣民間消弭「個人業力」的影響性，改善個人命運、拓展個人機運的一組完整儀式。:52
農民曆註明為天赦日是天干配合地支所產生，古書記載：「春赦戊寅夏甲午。戊申赦日喜秋逢。三冬甲子甚為吉。百事遇禍反為福。其日可以緩（刑獄），雪（冤枉），施（恩惠）」。因此，把握天赦日開恩赦罪的大好機會，拜拜祈福並且向玉皇大帝懺悔、請求上天寬恕和赦免，就是希望可以減少身體病痛、官司糾紛等不順。
根據命理學所指，若一個人在春季戊寅日、夏季甲午日、秋季戊申日、冬季甲子日等天赦日出生，那就是「天赦之命」，也就是台灣人俗稱的「天公囝仔」。據說，天公囝仔一生都會一帆風順、無憂無慮，甚至沒有凶災、官訟、苦難，一切都能逢凶化吉，是天生的好命人。

## 前置作業

### 地點
- 居住地附近的天公廟（主祀玉皇大帝），需確認該廟宇的金爐有否供大眾燒紙錢。必須有陪祀「三官大帝」以及「南斗星君」、「北斗星君」。

### 日期
廟宇開放時間皆可，但以上午較佳：
- 天赦日：春季逢戊寅日、夏季逢甲午日、秋季逢戊申日、冬季逢甲子日(可參閱農民曆)[4]:58-59
- 急件可用農曆每月初一、十五。

### 準備物品
根據派別、書籍不同，會有些許差異：
- 鮮花一對、紅燭一對、五種水果
- 廟方紙錢六份
- 刈金、(南部九金)十支
- 壽生金一刀（澎湖以片為單位）
- 補運錢十支（澎湖以「五百萬」為單位）

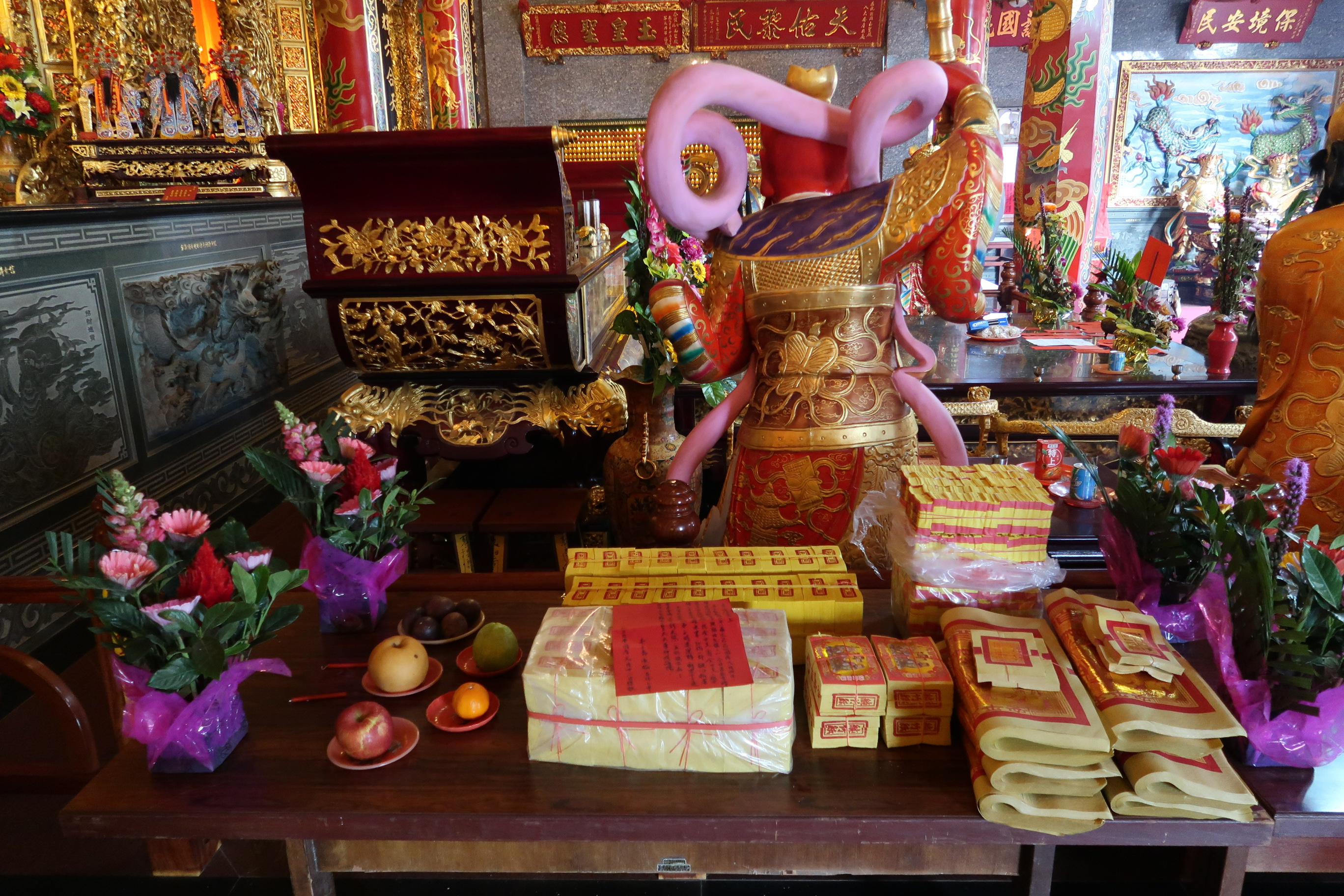
天赦物品：鮮花、五種、紅色稟文、九金、壽金、補運錢、廟方紙錢。（攝於台灣澎湖縣湖西鄉白坑玉聖殿）

- 紅紙一張（書寫「稟文」[a]）[1]:67

## 儀式流程
天赦：稟文A3(A4 兩張合併) 紅紙黑字
拜問儀式金紙數量：
步驟：
1.點燭燃香
2.依主配祀順序拜拜，再回至南斗星君、北斗星君座前稟頌：「信士(信女)OOO(生辰、住址)欲在本廟進行天赦儀式，信士(信女)無知怕有所怠慢，請示天公進行天赦儀式所需紙錢份量是不是足夠為信士(信女)開設天恩？」說完將紙錢數量逐一稟報擲筊確認，「請示刈金十支夠不夠?請賜杯明示。」
PS：刈金（南部—九金）、（同地址家人花、燭、果可共用、金紙依照個人擲筊金紙數量）
天赦：
二、進行時間：(上午)
1.天赦日 
2.初一、十五
三、步驟：
1.添功德金(金額200元以上)，取收據
2.將四品禮品（花、燭、果、金紙）、疏文(於姓名及生辰等處捺大拇指印，男左女右)及功德金收據置案桌，點燭燃香
3.依主配祀順序，將疏文稟報後插香。(向何神明稟報時，將稟文之神明稱謂改變) （禮貌：三叩九拜）
4.從（南斗星君、北斗星君）、（三官大帝）、（玉皇上帝）座前將疏文各念一次，分別請示『今日如果一切圓滿，請賜連續三次允筊』（禮貌：三叩九拜），若未連續三次允筊，參考地赦內容，完成待10分鐘，擲筊請示可否奉化紙錢?(稟詞：「信士(信女)OOO今日感謝天公作主，為信士(信女)開赦天恩，如果一切圓滿，是不是可以奉化紙錢？」) ，得聖筊(一筊)後三叩謝，燒化疏文、金紙、功德單。
5. 燒化紙錢後，再稟：「信士(信女)OOO今日感謝玉帝開恩赦罪，祝香火鼎盛，神威顯赫。」三叩謝！！
天赦金紙參考數量：四色金六份、九金十支、壽生錢一刀、補運錢十支